# Erih Lisak
Erich Lisak (29. siječnja 1912. – listopad 1946.) hrvatski političar i ustaški časnik.

## Životopis
Rodio se u Zagrebu 29. siječnja 1912. godine. Otac mu se zvao Franjo, a majka Marija rođ. Habijanić.
U Zagrebu je završio gimnaziju i upisao Medicinski fakultet, no zbog političke djelatnosti morao je prekinuti studij te u srpnju 1933. emigrirati u Italiju. Prvotno je bio zadužen za zdravstvenu zaštitu u ustaškom logoru Vischetto. Nakon proglašenja NDH vraća se s Antom Pavelićem u Hrvatsku (13. svibnja 1941.), a 18. svibnja 1941. dopratio je Pavelićevu suprugu i djecu iz Firence. U tom trenutku, s naslovom pobočnika, postaje Pavelićeva desna ruka, osoba od najvišeg povjerenja. Zajedno s Pavelićem odlazi u posjet Hitleru 06. lipnja 1941.
Od svibnja do kolovoza 1941. obnaša funkciju povjerenika za javni red i sigurnost MUP-a. Krajem lipnja 1941. dobio čin ustaškog satnika. Od kolovoza 1942. do listopada 1943. je glavar Nadzornog odjela u zapovjedništvu Ustaške vojnice. Od listopada 1943. do rujna 1944. je dužnosnik civilne vlasti, kao veliki župan Župe Gora-Prigorje (čije je sjedište bilo u Zagrebu); nakon što je spriječena Urota Lorković - Vokić biva  imenovan  početkom rujna 1944. za glavnog ravnatelja Glavnog ravnateljstva za javni red i sigurnost (GRAVSIGUR), a potom je bio državni tajnik MUP-a do svibnja 1945. Imao je, od kraja 1943. godine, čin ustaškog pukovnika i pripadao je tzv. rasovima (pukovničkoj ligi).
Potpisivao je odluke o odmazdama, uhićenjima, upućivanjima u logore i strijeljanjima.
Zajedno s ostalim vrhom NDH, u svibnju 1945. se povukao u Austriju gdje se skrivao do rujna, a zatim se 15. rujna 1945. preko Trsta ilegalno prebacio u Hrvatsku kako bi se uvjerio u priče o križarima te im se priključio, no tajne službe SFRJ su ga ubrzo locirale te ga uhitile desetak dana kasnije na Voćarskoj cesti. Prilikom uhićenja sa sobom je imao bočicu otrova koju nije stigao ispiti. Suđen je u rujnu i listopadu 1946. zajedno sa Stepincem, te je za ratne zločine i subverzivnu djelatnost protiv države osuđen na smrtnu kaznu vješanjem. Nikada se nije ženio i nije imao djece.